# Bayadera ishigakiana
Bayadera ishigakiana – gatunek ważki z rodziny Euphaeidae. Jest endemitem japońskiej wyspy Ishigaki należącej do Wysp Yaeyama (część archipelagu Riukiu).